# فرانسیسکو میکسدو
فرانسیسکو میکسدو (انگلیسی: Francisco Meixedo؛ زادهٔ ۱۹ مهٔ ۲۰۰۱) بازیکن فوتبال است.
وی همچنین در تیم‌های ملی فوتبال زیر ۱۷ سال پرتغال، زیر ۱۸ سال پرتغال، و زیر ۱۹ سال پرتغال بازی کرده‌است.

## دوران حرفه‌ای
او در پورتو متولد شد، میکسدو تمام دوران جوانی خود را در رده‌های باشگاه پورتو گذراند. او در ۱۸ اوت ۲۰۱۹ در تساوی خانگی مقابل وارزیم اولین بازی خود را برای تیم دوم پورتو انجام داد، او پس از اخراج ریکاردو سیلوا، به‌عنوان بازیکن تعویضی در دقیقه ۶۹ به جای رودریگو والنته وارد میدان شد.
در ۲۶ ژوئیه سال بعد، او برای اولین بار در ترکیب تیم اول پورتو قرار گرفت اما بازی نکرد زیرا دیوگو کاستا در باخت ۲ بر ۱ در مقابل براگا در آخرین روز فصل برای پورتو بازی کرد.